# 陈梅芳
陈梅芳（1942年12月—），汉族，江西高安人，中华人民共和国政治人物。

## 生平
1966年4月加入中国共产党。1970年6月至12月，任江西省丰城县董家公社党委委员、妇联副主任。1970年12月至1977年12月，任中共丰城县委常委、丰城县革委会政治部副主任、丰城县妇联主任。1977年12月至1984年2月，任中共丰城县委副书记。1984年2月至1985年1月，任中共江西省奉新县委书记。1985年1月至5月，任中共江西省宜春地委委员、奉新县委书记。1985年5月至1986年12月，任中共宜春地委委员、宜春地区纪律检查委员会书记。1986年12月至1988年8月，任江西省妇联党组书记。1988年8月至1995年4月，任江西省计划生育委员会主任、党组书记。1995年4月至1999年9月，任中共抚州地委书记、抚州军分区党委第一书记。1999年9月至2002年1月，任中共江西省委政法委副书记。2002年1月，起任中共江西省委政法委副书记，江西省人大常委会委员、内务司法委员会副主任委员。中共第十五届中央候补委员。